# Xx (album)
xx – debiutancka płyta londyńskiego zespołu indiepopowego The xx, wydana 17 sierpnia 2009 roku przez wytwórnię Young Turks.
Płyta była zwycięzcą Mercury Music Prize za rok 2010.

## Recenzje
Album otrzymał pozytywne recenzje, zdobywając 87 na 100 możliwych punktów na stronie Metacritic. Znalazł się na wielu listach najlepszych albumów 2009 roku: NME (2. miejsce), Pitchforka (3. miejsce), The Guardian (1. miejsce), Fact (1. miejsce). 

## Wykorzystanie w mediach
Utwór „Intro” został użyty jako sampel na płycie Rihanny Talk That Talk w piosence „Drunk On LOve”.

## Lista utworów
Autorami tekstów są Romy Madley Croft and Oliver Sim, wyjątki w nawiasach, autorami muzyki są Croft, Sim, Jamie Smith i Baria Qureshi, wyjątki w nawiasach.
1. «Intro» – 2:08
2. «VCR» – 2:57
3. «Crystalised» – 3:22
4. «Islands» – 2:41
5. «Heart Skipped a Beat» – 4:02
6. «Fantasy» – 2:38 (tekst: Oliver Sim, muzyka: Croft, Sim and Smith)
7. «Shelter» – 4:30 (tekst: Romy Madley Croft)
8. «Basic Space» – 3:08
9. «Infinity» – 5:13
10. «Night Time» – 3:37
11. «Stars» – 4:23
12. «Hot Like Fire» – 3:31 bonus na iTunes/winylu; cover (Aaliyah)

## Personnel
Zespół
- The xx – design, fotografie
- Romy Madley Croft – wokal, gitara
- Oliver Sim – wokal, gitara basowa
- Jamie Smith – beaty, MPC, producent, miksowanie
- Baria Qureshi – keyboardy, gitara

Dodatkowy
- Phil Lee – dyrektor artystyczny, design
- Rodaidh McDonald – inżynier dźwięku, miksowanie
- Nilesh Patel – mastering

## Pozycje na listach przebojów
- UK Albums Chart: 3[32]